# Sellers
Sellers és una població dels Estats Units a l'estat de Carolina del Sud. Segons el cens del 2000 tenia 277 habitants.

## Demografia
Segons el cens del 2000, Sellers tenia 277 habitants, 111 habitatges i 65 famílies. La densitat de població era de 155 habitants/km².
Dels 111 habitatges en un 25,2% hi vivien nens de menys de 18 anys, en un 26,1% hi vivien parelles casades, en un 26,1% dones solteres, i en un 41,4% no eren unitats familiars. En el 38,7% dels habitatges hi vivien persones soles el 10,8% de les quals corresponia a persones de 65 anys o més que vivien soles. El nombre mitjà de persones vivint en cada habitatge era de 2,5 i el nombre mitjà de persones que vivien en cada família era de 3,46.
Per edats la població es repartia de la següent manera: un 27,4% tenia menys de 18 anys, un 10,5% entre 18 i 24, un 29,2% entre 25 i 44, un 22% de 45 a 60 i un 10,8% 65 anys o més.
L'edat mediana era de 35 anys. Per cada 100 dones de 18 o més anys hi havia 74,8 homes.
La renda mediana per habitatge era de 14.688$ i la renda mediana per família de 16.964$. Els homes tenien una renda mediana de 19.531$ mentre que les dones 13.125$. La renda per capita de la població era de 6.325$. Entorn del 50,7% de les famílies i el 50% de la població estaven per davall del llindar de pobresa.

## Poblacions més properes
El següent diagrama mostra les poblacions més properes.